# 肥貓流浪記
《肥貓流浪記》1988年於香港上映，導演為曹建南，由張曼玉、鄭則仕、午马領銜主演。《肥貓流浪記》是1985年鄭則仕主演電影《何必有我？》續集。

## 劇情梗概
肥貓（鄭則仕飾）是一個因犯錯事而入獄的弱智成年人。社會工作者Bibi（張曼玉飾）奉命去接他出獄。然而因為兩人的溝通出問題，肥貓与Bibi失散。後肥貓又被好心的五叔公（午馬飾）收養。

## 演員表
- 鄭則仕 飾 肥貓
- 張曼玉 飾 Bibi
- 午　馬 飾 五叔公
- 鄭敬基 飾 阿祖
- 焦　姣 飾 肥貓母親 / 阿祖母親
- 成奎安 飾 圍村惡霸
- 何家駒 飾 何幫辦
- 譚倩紅 飾 Bibi母親
- 陳嘉儀 飾 Bibi上司
- 龍天生 飾 自稱醫生的精神病病人
- 樓南光 飾 自稱校長的精神病病人
- 凌　漢 飾 漢叔
- 龍銘恩 飾 大哥龍
- 曹建南
- 江欣燕
- 田啟文

## 外部連結
- 香港影庫上《肥貓流浪記》的資料（繁體中文）
- 互联网电影数据库（IMDb）上《肥貓流浪記》的资料（英文）
- 豆瓣上《肥貓流浪記》的資料